# G.8261
La recomendación G.8261/Y.1361 de ITU-T (anteriormente G.pactiming) "Aspectos de Sincronización de Redes de Paquete" especifica los límites superiores admisibles de red jitter y wander, los requisitos mínimos que los equipos de red en las interfaces de TDM  en los límites de estas redes de paquete pueden tolerar, y los requisitos mínimos para la función de sincronización de equipamiento de red.

## Uso
Las redes de paquete han sido inherentemente asíncronos. Sin embargo, cuando las comunicaciones de la industria se mueven hacia toda la red de borde y núcleo de IP,  hay una necesidad de proporcionar funcionalidad de sincronización a  aplicaciones tradicionales de TDM. 
- Datos: Q5511971